# Carlos Mauro Hoyos
Carlos Mauro Hoyos Jiménez (Támesis, 26 de junio de 1939 - Rionegro, 25 de enero de 1988), llamado El Papá de El Retiro, fue un abogado constitucionalista y político colombiano, miembro del Partido Liberal Colombiano y del Nuevo Liberalismo.
Fue juez municipal y concejal de El Retiro, Antioquia en el ámbito departamental fue diputado, tesorero y contralor de Antioquia; fue representante a la Cámara en varias oportunidades y secretario general del Partido Liberal.
Hoyos ejerció como Procurador General de Colombia, desde septiembre de 1986, hasta su asesinato en enero de 1988 por órdenes de Pablo Escobar y el Cartel de Medellín. Fue ultimado cuando se dirigía al aeropuerto de Rionegro para regresar a Bogotá, luego de visitar Medellín.

## Biografía
Carlos Mauro Hoyos Jiménez nació en Támesis (Antioquia), el 26 de junio de 1939 en el seno de una familia de clase media de la región.
Hoyos egresó del colegio de La Universidad Pontificia Bolivariana, y luego obtuvo su grado en 1972 como abogado en la Universidad de Antioquia, donde se ganó el mote de Carlos Malo, por tener mal sentido del humor, que sin embargo contrastaba con su disciplina académica.

### Congresista de Colombia (1978-1986)
En 1978, Hoyos llegó al Congreso de Colombia como representante a la Cámara por Antioquia por el Partido Liberal. Luego se unió al Nuevo Liberalismo, fundado por Luis Carlos Galán en 1979, partido con el cual Hoyos repitió curul en 1982.
En su segundo período llegó a conocer al que años más tarde se convirtió en su verdugo, Pablo Escobar Gaviria, quien se convirtió en congresista como suplente del representante Jairo Ortega, del movimiento Alternativa Liberal de Alberto Santofimio Botero.
Durante su segundo período, Hoyos fue ponente del proyecto que se convirtió en ley, con la cual el presidente Belisario Betancur otorgó una amnistía a varios grupos guerrilleros de la época, con el fin de iniciar diálogos de paz con cada uno de ellos a finales de 1982.
Sin embargo, en 1985, le correspondió dirigir la investigación en contra de Betancur por los hechos ocurridos durante la Toma del Palacio de Justicia, en noviembre de ese año. La investigación fue finalmente archivada a pocos días de terminar el mandato Betancur.
Hoyos se lanzó a un tercer período como congresista por el Nuevo Liberalismo, pero conflictos políticos lo relegaron a una posición inferior en las listas del partido, por lo que no logró ganar una curul en las elecciones de 1986. 
Sin embargo, el candidato presidencial por el oficialismo liberal, Virgilio Barco, lo nombró secretario general del Partido Liberal (ya que Barco era director del partido ese año). Tras su victoria en las elecciones presidenciales de 1986, Barco envió al Congreso la postulación de Hoyos para ser elegido Procurador General de Colombia, con 117 votos a favor y solo 7 en contra, ya que hasta los conservadores, que eran oposición, apoyaron la postulación.

### Procurador General de Colombia (1986-1988)
El 17 de septiembre de 1986, Carlos Mauro Hoyos se posesionó como Procurador General de Colombia tras ser elegido por el senado colombiano, luego del espaldarazo que le dio el presidente Barco.
Asumió el cargo en uno de los momentos más críticos de la historia colombiana, debido a la creciente amenaza del narcotráfico, en cabeza de Pablo Escobar. Durante su administración, Hoyos se destacó por su relación con la DEA, lo que lo convirtió en uno de los objetivos de la mafia.

### Secuestro y muerte
El lunes 25 de enero de 1988, el procurador Hoyos fue secuestrado en horas de la mañana por hombres armados que lo interceptaron cuando se dirigía hacia el aeropuerto José María Córdoba de Rionegro, cerca de Medellín, después de haber visitado dicha ciudad, con la intención de abordar un vuelo con destino a Bogotá. Hoyos vivía en la capital colombiana, pero visitaba los fines de semana a su madre, que vivía en Medellín.
Según la versión de alias Popeye, sicario de Pablo Escobar, Hoyos fue secuestrado porque el capo quería hacerle un "juicio político" por traición a la patria. Dicha acusación se basaba en que Escobar, que intentó sobornar sin éxito a Hoyos para que este se opusiera a la aprobación de extradición con Estados Unidos, supo que el procurador estaba coperando con la DEA para defender el tratado.
Popeye aseguró que Hoyos fue interceptado en su vehículo, herido de un pie derecho por sicarios en camioneta y bajado de este, para luego ser llevado a una finca del sector. Los sicarios asesinaron a sus escoltas y abandonaron su vehículo. Dicha versión se comprobó cuando hallaron el auto de Hoyos con impactos de bala y ensangrentadas las sillas delanteras. Cuando se hizo público su secuestro, el Ejército de Colombia organizó un operativo en la zona para rescatarlo. Los militares, sin conocerlo, estaba también cerca de la finca donde estaban escondidos dos de los Hermanos Ochoa Vásquez en ese momento.
Popeye llevó con otro sicario a Hoyos a una cañada cercana en inmediaciones donde el periodista Andrés Pastrana estaba también secuestrado (ya que irónicamente ambos estaban en el mismo sector), donde lo ultimaron con 3 disparos, uno en la cabeza y dos más cuando cayó al suelo. Allí fue abadonado, exactamente en la finca San Gerardo, a un lado de la vía Las Palmas.

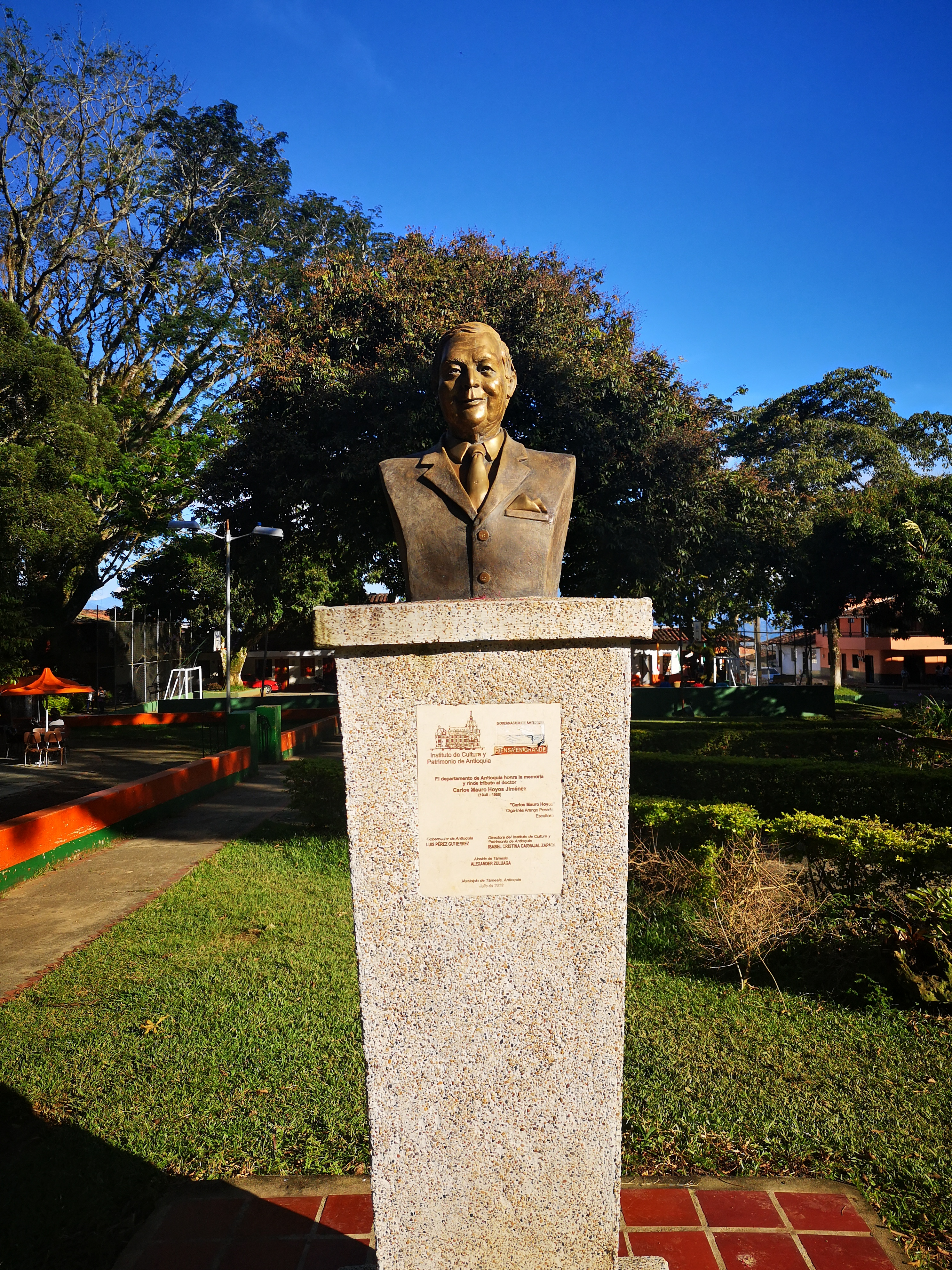
Busto de Carlos Mauro Hoyos en el parque de Palermo, Támesis.

Por órdenes de Escobar, Popeye explicó a Hoyos el motivo de su secuestro, y que ante la presión militar en la zona debían “anticipar la aplicación de la sentencia” por lo que sería ejecutado inmediatamente. Otra versión indica que su homicidio no fue por un juicio político de los narcos, sino que obedeció a la liberación de Pastrana, como retaliación del capo contra el gobierno. Luego de su homicidio, Popeye llamó desde un teléfono público a la prensa radial para informar del homicidio y la ubicación del cadáver del procurador. Las autoridades encontraron a Hoyos amordazado y vendado. 

### Consecuencias
El sepelio de Hoyos se realizó en Medellín, con amplia concurrencia del sector judicial colombiano. Por el homicidio, el presidente Virgilio Barco expidió Estatuto para la Defensa de la Democracia, con el fin de perseguir a los terroristas.
El senado nombró a Horacio Serpa Uribe procurador de Colombia, tras la vacancia del cargo por el homicidio de Hoyos. Serpa renunció en 1989 para adherir a la campaña presidencial de Ernesto Samper. Finalmente, Samper cedió ante el peso de la campaña de Luis Carlos Galán, quien fue asesinado en 1989.
En 1991, David Ricardo Prisco Lopera, jefe de la banda de Los Priscos, también estuvo sindicado por el asesinato de Carlos Mauro Hoyos, entre otros varios crímenes.

## Homenajes póstumos
- La Biblioteca del Concejo Municipal de Medellín recibe su nombre en su honor.[9]
- En la ciudad de Medellín se erige el Coliseo Carlos Mauro Hoyos.
- En el parque de Palermo, en Támesis, lugar de origen de Hoyos, se erige un busto de bronce en honor a Hoyos.
- Por Resolución 99 de 2009, del 27 de marzo, publicada en el Diario Oficial N.º 47.323 de 17 de abril de 2009, se crea la Medalla de la Procuraduría General de la Nación Carlos Mauro Hoyos Jiménez como máximo galardón ofrecido por la Entidad.[10]
- Es interpretado por el actor Carlos Manuel Vesga en la serie Pablo Escobar, el patrón del mal.